# Dekoktacja
Dekoktacja – dawniej stosowane wyjaławianie przez gotowanie w maszynkach elektrycznych lub podgrzewanych płomieniem palnika. Poddawano temu procesowi strzykawki, igły, narzędzia chirurgiczne. 
W procesie dekoktacji nie są niszczone wirusy zapalenia wątroby oraz przetrwalniki bakterii. Należy stosować wodę destylowaną, gdyż woda wodociągowa pozostawia osad (kamień kotłowy)